# 奥多尔亚什
奥多尔亚什，是匈牙利巴兰尼亚州所辖的一个村。总面积8.10平方公里，总人口188，人口密度23.2人/平方公里（2011年1月1日）。